# Materiały samonaprawiające się
Materiały samonaprawiające się, samoleczące się – to substancje sztuczne lub wytworzone syntetycznie, które mają wbudowaną zdolność do automatycznej naprawy własnych defektów. Proces zwany „samonaprawą” odbywa się w sposób samodzielny materiału tj. bez ingerencji człowieka lub wcześniejszej diagnozy problemu.
Powszechnie wiadomo, że każdy materiał z czasem ulega degradacji. Na tempo tego procesu mają wpływ takie czynniki jak zmęczenie materiału, warunki środowiskowe czy wady powstałe w trakcie pracy. Wykazano, że defekty już na poziomie mikroskopowym (tj. pęknięcia, rysy czy wgniecenia) powodują zmianę termicznych, elektrycznych czy akustycznych właściwości materiału, a ich propagacja może prowadzić do całkowitego uszkodzenia materiału. Ogólnie rzecz biorąc pęknięcia są bardzo trudne do wykrycia na wczesnym etapie rozwoju, a okresowe przeglądy i ewentualne naprawy wymagają interwencji człowieka, przeciwieństwie do materiałów wykazujących właściwości samonaprawcze. W tym przypadku przeciwdziałanie degradacji odbywa się poprzez inicjację mechanizmu naprawy, który reaguje na mikrouszkodzenia.
Najpowszechniejszymi materiałami samoleczącymi się są polimery i elastomery. Jednak zdolność ta obejmuje wszystkie klasy materiałów od metali, przez ceramikę do materiałów cementowych. Znanych jest kilka mechanizmów samo naprawy, począwszy od stosunkowo prostej natychmiastowej naprawy po dodanie środka naprawczego w mikroskopijnym naczyniu do struktury materiału.

## Mechanizmy samonaprawy
Obecnie konspekt samonaprawy materiałów jest oparty na trzech systemach: mikrokapsułek wprowadzanych do wnętrza materiału, sieci mikrokanałów oraz mechanizmów wewnętrznych polegających na samoistnej naprawie. Uszkodzenie materiału jest inicjatorem tej reakcji, niezależnie czy naprawa zachodzi samoistnie czy w wyniku zewnętrznego wspomagania. Obecne źródła literaturowe podają dwie kategorie materiałów zdolnych do samonaprawy: autonomiczne i nieautonomiczne. W przypadku autonomicznych struktur obserwuje się automatyczną odpowiedź na uszkodzenie. Charakteryzują się one wielokrotnością tych procesów, ponieważ ich mechanizmy uzdrawiania chemicznego czy fizycznego są odwracalne. Nieautonomiczne natomiast wymagają zewnętrznego bodźca, aby uruchomić mechanizm samonaprawy. O przynależności do jednej z tych grup decyduje budowa chemiczna.
Mechanizm samonaprawy na bazie mikrokapsułek
Do tej pory pojęcie samoleczenia materiałów było kojarzone tylko z użyciem mikrokapsułek zawierających inicjator, który po uszkodzeniu struktury powodował ponowną polimeryzację materiału, przez co uszkodzenie znikało. Jest to natomiast metoda mechaniczna polegająca na wprowadzeniu inicjatora do wnętrza materiału jeszcze przed jego uszkodzeniem. Kiedy mikropęknięcia związane z uszkodzeniem mechanicznym rozprzestrzeniają się w matrycy, środek leczniczy jest uwalniany z pękniętych mikrokapsułek i polimeryzuje w kontakcie z katalizatorem w celu naprawy uszkodzonego obszaru. istnieją pewne wady tego systemu tj. dostępność katalizatora, koszt surowców i produkcji, toksyczność dla środowiska oraz specyficzna obróbka materiałów. Kolejnym słabym punktem tegoż systemu jest ograniczenie się do autonomicznej naprawy pojedynczego uszkodzenia w danej lokalizacji. Jest to spowodowane faktem, że po wyczerpaniu lokalnego środka naprawczego, dalsze miejscowe naprawy są niemożliwe. W celu przezwyciężenia tego problemu opracowano naczyniowe typy samonaprawiających się materiałów, które są zdolne do wielokrotnego miejscowego gojenia.
Mechanizm samoleczenia za pomocą sieci mikrokanałów
Złożone sieci mikronaczyniowe są szeroko obserwowane w przyrodzie i organizmach żywych. Dla przykładu można mówić o użyłkowaniu liści czy układzie krwionośnym, które umożliwiają uwarunkowane dostarczanie składników odżywczych niezbędnych do prawidłowego wzrostu lub gojenia. Struktury te były inspiracją do stworzenia mechanizmu samonaprawy opartego na sieci mikrokanałów umieszczonej wewnątrz polimeru. Imitacja biologicznego samoleczenia w materiałach konstrukcyjnych, które ulegają powtarzalnym uszkodzeniom mechanicznym, może radykalnie wydłużyć okres użytkowania. W momencie powstania pęknięcia w powłoce, sieć umieszczona w podłożu dostarcza środek leczniczy, do płaszczyzny pęknięcia gdzie wchodzi w reakcję z katalizatorem Grubbsa zawartym w powłoce. Opisywana struktura na bazie mikrokanałów posiada jedną, szczególnie ważna zaletę, mianowicie proces naprawy miejsc uszkodzonych może odbywać się wielokrotnie, ze względu na możliwość dostarczania środka naprawczego z zewnętrznych źródeł lub niewyczerpanych jak dotąd mikrokanałów. Dzięki temu zdecydowanie wydłuża się czas użytkowania takiego polimeru. Jednakże podstawową wadą tego mechanizmu jest trudność w stworzeniu tak skomplikowanej i trójwymiarowej struktury. W tym celu wykorzystuje się różne techniki takie jak miękka litografia czy ablacja laserowa.
Autonomiczne mechanizmy samonaprawy
W opisywanym mechanizmie wykorzystuje się inicjowane dostarczoną energią reakcje odwracalne, dzięki którym monomer może przekształcić się w usieciowany polimer. Uszkodzoną strukturę poddaje się działaniu wysokiej temperatury lub intensywnego naświetlania. Powoduje to wzrost ruchliwości łańcuchów polimeru w strefie uszkodzenia, deformacje wiązań ostatecznie wymianę fragmentu polimeru. Takie polimery są zdolne do odzyskania oryginalnych kształtów z form zniekształconych lub uszkodzonych po wystawieniu na działanie odpowiednich bodźców, takich jak substancje chemiczne, ciepło, wilgoć lub światło. W większości przypadków ciepło jest główną siłą napędową, która powoduje naprawę uszkodzeń. Takie materiały są zdolne do odzyskania oryginalnych kształtów z form zniekształconych lub uszkodzonych po wystawieniu na działanie odpowiednich bodźców, takich jak substancje chemiczne, ciepło, wilgoć lub światło. W większości przypadków ciepło jest główną siłą napędową, która powoduje naprawę uszkodzeń. Podgrzewanie zdeformowanych struktur polimerowych powyżej ich temperatury zeszklenia (Tg) lub temperatury topnienia (Tm) może aktywować ruch matrycy do uszkodzonych obszarów, powodując odzyskanie kształtu lub samoregenerację uszkodzonych fragmentów. Zastosowanie światła jako bodźca do wyzwolenia efektu naprawy również przyniosło oczekiwane skutki. Przykładem takiego materiału mogą być termoutwardzalne polimery z fotoreaktywnymi grupami cynamonowymi wykazały efekt pamięci kształtu, który przypisuje się elastycznemu skurczowi segmentów łańcucha polimeru, który został aktywowany po napromieniowaniu światłem UV.